# Spławiska
Spławiska (niem. Dammhaus) – nieistniejąca jednostka osadnicza w Polsce położona w województwie lubuskim, w powiecie słubickim, w gminie Górzyca.
Była położona przy obwałowaniu rzeki Odra, na południe od Owczarek.
Obecnie nazwa całkowicie wyszła z użycia.